# Nazionale di atletica leggera della Gran Bretagna
La nazionale di atletica leggera della Gran Bretagna è la rappresentativa del Regno Unito nelle competizioni internazionali di atletica leggera riservate alle selezioni nazionali.

## Bilancio nelle competizioni internazionali
La nazionale britannica di atletica leggera vanta 29 partecipazioni ai Giochi olimpici estivi su 29 edizioni disputate.
Gli atleti britannici più medagliati alle Olimpiadi sono il quattrocentista Guy Butler e i mezzofondisti Sebastian Coe e Mo Farah, vincitori di 4 medaglie olimpiche.